# توني فرانكلين (لاعب كرة قاعدة)
توني فرانكلين (بالإنجليزية: Tony Franklin)‏ هو لاعب كرة قاعدة أمريكي، ولد في 9 يونيو 1950.

## النشأة
تخرج فرانكلين من مدرسة سينتينيال الثانوية في كومبتون، كاليفورنيا، والتحق بكلية مدينة لوس أنجلوس.

## وصلات خارجية
- توني فرانكلين على موقعبيزبول رفرنس.كوم (الدوري الثانوي) (الإنجليزية)